# こむぎいろの天使 雀と少年
『こむぎいろの天使 雀と少年』（こむぎいろのてんし すずめとしょうねん）は、1978年に製作された日本の映画である。
教育映画として製作され、一般公開されなかった。

## あらすじ
小学生のサブは、友人の健一（アオビョウタン）と共に親に捨てられた巣に残された数羽のスズメの雛を見つけ世話するようになる。雛は次々と死んでしまい生き残った2羽のスズメの子をサブはムサシ、コジローと名付けるも、コジローは巣を襲ったヘビに飲まれてしまう。サブは最後の1羽になってしまったムサシを巣から出して面倒をみるようになり、学校にも連れて行って授業中にこっそりと餌をやる。教室の中に飛び出したムサシに驚く同級生たちだったが、サブが餌の容器を叩くと戻ってきて餌を食べる様子を羨ましがる。だがサブの家族は、ムサシを自然に帰すべきだと言う。とうとうサブは健一と共にムサシを山に放す。2人は飛び立っていくムサシの鳴き声を聞きながらムサシのためにはこれが良いのだという思いを胸に家へ戻るのだった。

## その他
- 製作日：1978年12月24日
- 上映時間：75分
- カラー

- スタッフ
  - 製作：青銅プロダクション
  - 監督：後藤俊夫
  - 脚本：長坂秀佳
  - 撮影：山本駿
  - 音楽：小川よしあき

- キャスト
  - サブ：松田洋治
  - 健一：中越司
  - サブの父：下川辰平
  - サブの母：中原早苗
  - 三島先生：鈴木瑞穂

- 関連書籍
  - 後藤俊夫『こむぎいろの天使―ムサシとゴン』汐文社、1997年、ISBN 4811303296[要出典]